# Opilio tricolor
Opilio tricolor is een hooiwagen uit de familie echte hooiwagens (Phalangiidae).